# Shizuoka
Shizuoka (静岡市?, Shizuoka-shi) è una città del Giappone di circa 700 000 abitanti ed è il capoluogo dell'omonima prefettura. È una città designata per ordinanza governativa, ossia uno dei centri principali del Giappone.

## Posizione geografica
La città sorge 150 chilometri a sud-ovest della capitale Tokyo, a breve distanza dalla costa occidentale della baia di Suruga, nella parte meridionale dell'isola di Honshū. Shizuoka è attraversata dalla Tomei Expressway, un'importante autostrada del Giappone che unisce Tokyo a Nagoya, e dalla linea di treni ad alta velocità Tōkaidō Shinkansen delle ferrovie JR Central, che si fermano in città alla stazione di Shizuoka.

## Storia
Nel territorio comunale, sono state rinvenute tracce del periodo Yayoi, a testimonianza che la zona era popolata già nel periodo preistorico. Suruga (nome con cui è stata denominata per molti anni) era una provincia giapponese sin dall'era Heian.
All'inizio dell'VIII secolo, il capoluogo della provincia fu portato dalla città conosciuta oggi come Numazu alla località in riva al fiume Abe chiamata Sunpu (駿府) (contrazione di Suruga no Kokufu (駿河の国府)) o anche Fuchū (府中).
Il potente daimyō Imagawa Yoshimoto fece di Suruga il cuore dei suoi domini durante l'era Sengoku. Imagawa prese come ostaggio il bambino di 5 anni Matsudaira Takechiyo, il quale, una volta cresciuto e cambiato il nome in Tokugawa Ieyasu, sconfisse Takeda Shingen e conquistò Suruga nel 1575. Ieyasu avrebbe in seguito acquisito il controllo dell'intero Giappone e fondato lo shogunato Tokugawa.
Nel 1869, dopo la caduta dello shogunato, all'erede della famiglia, Tokugawa Iesato, fu assegnato il nuovo han di Sunpu. Quello stesso anno Sunpu fu ribattezzata Shizuoka e nel 1871 lo han divenne la prefettura di Shizuoka dopo l'abolizione del sistema han. Nel 1876 la prefettura fu ampliata con l'acquisizione dei territori della soppressa prefettura di Hamamatsu e della parte ovest di quella di Ashigaru. La stazione di Shizuoka della linea principale Tōkaidō fu inaugurata il 1º febbraio 1889. Quello stesso giorno andò a fuoco buona parte del centro città.
L'attuale città di Shizuoka venne fondata il 1º aprile 1889. Lo stesso giorno del 2003 è avvenuta la fusione con il comune di Shimizu.
Ha ospitato alcune partite del Campionato mondiale di calcio 2002.

## Economia
L'economia della città ruota intorno al suo porto commerciale che ricopre una posizione importante a livello regionale. Inoltre è sede di industrie alimentari, chimiche, tessili, elettrotecniche, della lavorazione del vetro e del legno. È un centro amministrativo importante e tradizionale punto per il commercio del tè. Dal 1949 ospita un'Università Statale.

La città è conosciuta per le sue produzioni tradizionali di tè, agrumi, fragole e radici di loto.

È nota inoltre come centro per la lavorazione e la pesca del tonno.

## Collegamenti alla città
La città si trova lungo la linea ferroviaria nazionale che unisce Tokyo a Nagoya. È collegata anche con Osaka grazie al treno ad alta velocità Tōkaidō Shinkansen. Possiede inoltre una linea ferroviaria interna. La Stazione Centrale, poco distante dal centro cittadino, è il principale snodo ferroviario.

## Quartieri
| Quartiere  | Giapponese |
| ---------- | ---------- |
| Aoi-ku     | 葵区       |
| Suruga-ku  | 駿河区     |
| Shimizu-ku | 清水区     |

### Suddivisione Amministrativa per immagini a colori
Il 22 dicembre 2006 sono stati istituiti colori e loghi per ciascuno dei quartieri
■ quartiere Aoi Verde ■ quartiere Suguga rosso ■ Shimizu blu

## Manifestazioni
La città ospita importanti festival:

### Shizuoka Matsuri
Il festival si tiene ad aprile, durante il periodo di fioritura del ciliegio ("sakura") e ricorda l'abitudine dello shōgun e dei daimyō di osservare i fiori dallo "Santuario Shizuoka Sengen" un luogo caratteristico della città.

### Daidogei (Festival Internazionale degli Artisti Girovaghi)
Il festival internazionale degli artisti ambulanti si tiene ogni anno a novembre e richiama tantissimi turisti dal Giappone e da altri paesi. Questi artisti si esibiscono nelle strade della città.

## Mezzi di comunicazione locale

### Giornali
Shizuoka Shinbun è il giornale più diffuso della zona.

### Radio e televisione
- NHK Shizuoka (televisione locale)

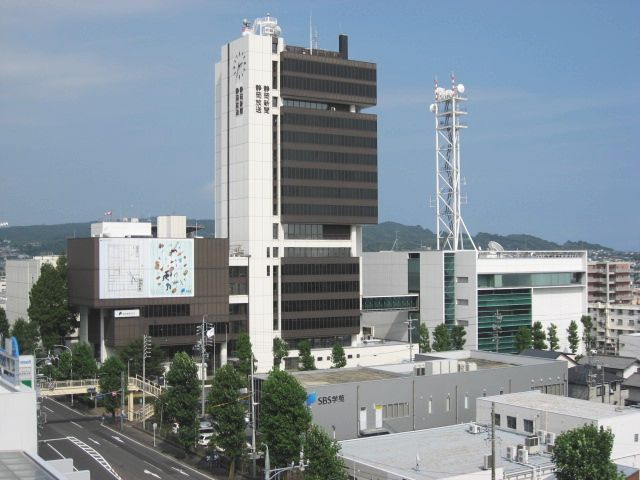
SBS "Shizuoka alla radio"

- Terebi Shizuoka ("la tv di Shizuoka")
- SBS "Shizuoka alla radio"
- "Sogni in Onda-Shizuoka"

## Amministrazione

### Gemellaggi
- Omaha, Stati Uniti, dal 1º aprile 1965
- Cannes, Francia, dal 5 novembre 1991
- Stockton, Stati Uniti, dal 16 ottobre 1959
- Shelbyville, Stati Uniti, dal 3 novembre 1989
- Huế, Vietnam, dal 12 aprile 2005